# Liste der Monuments historiques in Montmédy
Die Liste der Monuments historiques in Montmédy führt die Monuments historiques in der französischen Gemeinde Montmédy auf.

## Liste der Immobilien
| Bezeichnung                   | Beschreibung | Standort                                   | Kennzeichnung | Schutzstatus | Datum | Bild           |
| ----------------------------- | --- | ------------------------------------------ | ------------- | ------------ | ----- | -------------- |
| Château de Fresnois           | altes Schloss 1618 begonnen, 1923 weitgehend abgebrochen; Haupt- und Nebengebäude des neuen Schlosses von 1874 mit Portal aus dem 17. Jahrhundert; zugehörig die Parkanlage des alten Schlosses aus dem 18. Jahrhundert mit Terrassen, Treppen, Wasserbecken, Säulenhalle und Orangerie | Fresnois (Lage)                            | PA00106588    | Inscrit      | 1990  |                |
| Kirche St-Martin              | von 1753 bis 1756 am Ort einer Vorgängerkirche vermutlich aus dem 12. Jahrhundert erbaut; davon erhalten die Malandry-Kapelle von 1598 am nördlichen Seitenschiff | Montmédy, rue de l’Hôtel de Ville (Lage)   | PA00106589    | Classé       | 1932  | weitere Bilder |
| Niederlassung der Abtei Orval | aus dem 17. Jahrhundert; im 19. Jahrhundert als Gefängnis genutzt, heute ruinös | Montmédy, 7 rue de l’Hôtel de Ville (Lage) | PA00106693    | Inscrit      | 1990  | weitere Bilder |
| Zitadelle von Montmédy        | Burg, ab 1221 erbaut; Ausbau zur Festung unter Karl V. 1545 begonnen und 1622 abgeschlossen; ab 1698 unter Sébastien Le Prestre de Vauban verstärkt; weiterer Ausbau im 18. und 19. Jahrhundert, nach 1870 Teil des Système Séré de Rivières                                            | Montmédy, Ville Haute (Lage)               | PA00106590    | Classé       | 1991  | weitere Bilder |

## Liste der Objekte
| Bezeichnung                                        | Beschreibung | Standort                                                  | Kennzeichnung | Schutzstatus | Datum | Bild |
| -------------------------------------------------- | --- | --------------------------------------------------------- | ------------- | ------------ | ----- | ---- |
| Grabstein für Jean Tersin und Marguerite Savary    | Marmor, 17. Jahrhundert                                                                                            | Montmédy, in der Kirche St-Martin (Lage)                  | PM55000427    | Classé       | 1907  |      |
| Skulptur Der Erzengel Michael besiegt den Drachen  | Stein, 17. Jahrhundert                                                                                             | Montmédy, in der Kirche St-Martin (Lage)                  | PM55000430    | Classé       | 1936  |      |
| Gitter der Josephskapelle                          | Schmiedeeisen, 1757                                                                                                | Montmédy, in der Kirche St-Martin (Lage)                  | PM55002115    | Inscrit      | 1996  |      |
| Skulptur Notre-Dame d’Iré-les-Près                 | Holz, farbig gefasst, 12. oder 13. Jahrhundert                                                                     | Montmédy, im Pfarrhaus (Lage)                             | PM55000433    | Classé       | 1965  |      |
| Orgel                                              | Haupteintrag für PM55001034                                                                                        | Montmédy, in der Kirche St-Martin (Lage)                  | PM55001418    | Classé       | 1993  |      |
| Orgelprospekt                                      | aus dem 18. Jahrhundert                                                                                            | Montmédy, in der Kirche St-Martin (Lage)                  | PM55001034    | Classé       | 1993  |      |
| Monstranz                                          | Kupfer und Silber, vergoldet, Glas, zweite Hälfte des 18. Jahrhunderts                                             | Montmédy, in der Kirche St-Bérnard (Lage)                 | PM55000871    | Classé       | 1991  |      |
| Kruzifix                                           | ohne Kreuz; Eichenholz, 18. Jahrhundert                                                                            | Montmédy, in der Kirche St-Bérnard (Lage)                 | PM55002108    | Inscrit      | 1987  |      |
| Skulptur Notre-Dame du Rempart                     | Stein, übertüncht, 17. Jahrhundert; 1975 gestohlen (Abbildung: Kopie)                                              | Montmédy, am Zugang zur Zitadelle (Lage)                  | PM55000434    | Classé       | 1944  |      |
| Skulptur Madonna mit Kind (1)                      | Stein, farbig gefasst, Ende des 15. Jahrhunderts                                                                   | Montmédy, in der Kirche St-Bérnard (Lage)                 | PM55000436    | Classé       | 1982  |      |
| Gemälde Leichnam Christi                           | Ölfarbe auf Leinwand, Ende des 18. Jahrhunderts, Abraham von Orval zugeschrieben; nach Philippe de Champaigne      | Montmédy, in der Kirche St-Martin (Lage)                  | PM55002117    | Inscrit      | 2001  |      |
| Violetter Ornat                                    | Kasel, Stola, Kelchvelum und Bursa; Seide, bestickt, 18. Jahrhundert                                               | Montmédy, in der Kirche St-Martin (Lage)                  | PM55001033    | Classé       | 1993  |      |
| Skulptur Madonna mit Kind (2)                      | Stein, 14. Jahrhundert                                                                                             | Montmédy, in der Kirche St-Martin (Lage)                  | PM55000429    | Classé       | 1933  |      |
| Epitaph für Pierre Charles Wallet                  | Kalkstein, bezeichnet 1769                                                                                         | Iré-les-Prés, in der Kirche Nativité-de-la-Vierge (Lage)  | PM55002105    | Inscrit      | 1996  |      |
| Osterleuchter                                      | Zinn, zweite Hälfte des 18. Jahrhunderts                                                                           | Montmédy, in der Kirche St-Bérnard (Lage)                 | PM55002110    | Inscrit      | 1992  |      |
| Zwei Engelsskulpturen                              | Holz, farbig gefasst, 17. Jahrhundert                                                                              | Montmédy, in der Kirche St-Bérnard (Lage)                 | PM55002109    | Inscrit      | 1992  |      |
| Skulptur eines heiligen Mönchs                     | Holz, 18. Jahrhundert                                                                                              | Montmédy, in der Kirche St-Bérnard (Lage)                 | PM55002111    | Inscrit      | 2004  |      |
| Relief Adliges Paar im Gebet                       | Marmor, 16. Jahrhundert                                                                                            | Montmédy, in der Kirche St-Martin (Lage)                  | PM55000425    | Classé       | 1907  |      |
| Epitaph für Jean-Baptiste de Lucemont de Gastineau | Marmor, bezeichnet 1746                                                                                            | Montmédy, in der Kirche St-Martin (Lage)                  | PM55002113    | Inscrit      | 1991  |      |
| Glocke                                             | Bronze, 1558 gegossen                                                                                              | Montmédy, in der Kirche St-Martin (Lage)                  | PM55000435    | Classé       | 1989  |      |
| Epitaph für Gratian de Laval                       | Marmor, bezeichnet 1587                                                                                            | Montmédy, in der Kirche St-Martin (Lage)                  | PM55000426    | Classé       | 1907  |      |
| Weihwasserbecken                                   | Kalkstein, bezeichnet 1610                                                                                         | Iré-les-Prés, vor der Kirche Nativité-de-la-Vierge (Lage) | PM55002104    | Inscrit      | 1992  |      |
| Ziborium                                           | Silber, vergoldet, zwischen 1809 und 1819                                                                          | Montmédy, in der Kirche St-Martin (Lage)                  | PM55001035    | Classé       | 1993  |      |
| Chorgestühl und Wandvertäfelung                    | Holz, zweite Hälfte des 18. Jahrhunderts; aus der Abtei Orval                                                      | Montmédy, in der Kirche St-Martin (Lage)                  | PM55000428    | Classé       | 1933  |      |
| Skulptur Unterweisung Mariens (1)                  | Kalkstein, farbig gefasst, 16. oder 17. Jahrhundert; im Centre départemental d’art sacré in Saint-Mihiel deponiert | Iré-les-Prés, in der Kirche Nativité-de-la-Vierge (Lage)  | PM55002106    | Inscrit      | 1999  |      |
| Gitter der Marienkapelle                           | Schmiedeeisen, Mitte des 18. Jahrhunderts                                                                          | Montmédy, in der Kirche St-Martin (Lage)                  | PM55002116    | Inscrit      | 1996  |      |
| Skulptur Unterweisung Mariens (2)                  | Holz, farbig gefasst, 18. Jahrhundert; 1997 gestohlen                                                              | Montmédy, in der Kirche St-Bérnard (Lage)                 | PM55002107    | Inscrit      | 1980  |      |
| Gemälde Anbetung der Hirten                        | flämische Schule; Ölfarbe auf Leinwand, erste Hälfte des 17. Jahrhunderts                                          | Montmédy, in der Kirche St-Bérnard (Lage)                 | PM55000432    | Classé       | 1959  |      |
| Altarpult                                          | Holz, bezeichnet 1773; im Centre départemental d’art sacré in Saint-Mihiel deponiert                               | Montmédy, in der Kirche St-Martin (Lage)                  | PM55002114    | Inscrit      | 1992  |      |
| Hauptaltar                                         | Altartisch, Tabernakel und Baldachin; Marmor, Holz, um 1756                                                        | Montmédy, in der Kirche St-Martin (Lage)                  | PM55000431    | Classé       | 1959  |      |
| Triptychon: Paulus; Unterweisung Mariens; Petrus   | Ölfarbe auf Leinwand, Ende des 18. Jahrhunderts, von Abraham von Orval                                             | Montmédy, in der Kirche St-Martin (Lage)                  | PM55000865    | Classé       | 1991  |      |
| Skulptur eines heiligen Bischofs                   | Holz, farbig gefasst, 18. Jahrhundert                                                                              | Montmédy, in der Kirche St-Bérnard (Lage)                 | PM55002112    | Inscrit      | 2004  |      |